# Hapoël Petah-Tikva
Maillots
Le Hapoël Petah-Tikva Football Club (en hébreu : מועדון כדורגל הפועל פתח תקווה), plus couramment abrégé en Hapoël Petah-Tikva, est un club israélien de football fondé en 1934 et basé dans la ville de Petah Tikva.

## Historique
- 1930 : fondation du club
- 1992 : 1re participation à une Coupe d'Europe (C2, saison 1992/93)

## Palmarès
| \| - Championnat d'Israël (6) : - Champion : 1954-55, 1958-59, 1959-60, 1960-61, 1961-62, 1962-63. - Vice-champion : 1953-54, 1955-56, 1956-57, 1957-58, 1964-65, 1966-68, 1988-89, 1989-90, 1990-91 et 1996-97. - Coupe d'Israël (2) : - Vainqueur : 1956-57, 1991-92. - Finaliste : 1958-59, 1959-60, 1967-68, 1973-74, 1990-91. \| \| - Coupe de la Ligue israélienne (4) : - Vainqueur : 1985-86, 1989-90, 1990-91, 2004-05. - Coupe de la Ligue israélienne D2 (1) : - Vainqueur : 2007-08. \| |  | |
| - Championnat d'Israël (6) : - Champion : 1954-55, 1958-59, 1959-60, 1960-61, 1961-62, 1962-63. - Vice-champion : 1953-54, 1955-56, 1956-57, 1957-58, 1964-65, 1966-68, 1988-89, 1989-90, 1990-91 et 1996-97. - Coupe d'Israël (2) : - Vainqueur : 1956-57, 1991-92. - Finaliste : 1958-59, 1959-60, 1967-68, 1973-74, 1990-91. |  | - Coupe de la Ligue israélienne (4) : - Vainqueur : 1985-86, 1989-90, 1990-91, 2004-05. - Coupe de la Ligue israélienne D2 (1) : - Vainqueur : 2007-08. |

## Personnalités du club

### Présidents
| - Ronen Elad - Yoram Enav | - Doron Ben Dakon - Danny Levy |

### Entraîneurs
| - David Wagner (1934 - 1936) - Shimon Ratner (1937 - 1939) - Morris Elazar (1939 - 1941) - Shlomo Poliakov (1942 - 1946) - Moshe Poliakov (1947 - 1952) - Moshe Varon (1952 - 1953) - Moshe Poliakov (1953) - Moshe Varon (1953 - 1954) - Moshe Poliakov (1954) - Moshe Varon (1954 - 1956) - Jackie Gibbons (1956 - 1957) - Eliezer Spiegel (1957 - 1958) - Jackie Gibbons (1958 - 1960) - Ignác Molnár (1960 - 1961) - Miodrag Jovanović (1961 - 1963) - Slavko Milošević (1963 - 1964) - Edmond Schmilovich (1964 - 1966) - Bela Palfi (1966 - 1967) - Nahum Stelmach (1967 - 1969) - Milovan Beljin (1969 - 1972) - Rehavia Rosenbaum (1972 - 1973) - Boaz Kofman (1973 - 1975) - Arie Redler (1975 - 1976) - Boaz Kofman (1976 - 1977) - Aharon Kapitolnik (1977 - 1978) - Amnon Raz (1978) - Michael Sheinfeld (1978 - 1979) | - Zvi Singel (1979 - 1980) - Shimon Shenhar (1980) - Amatzia Levkovic (1980 - 1981) - Itzhak Schneor (1981 - 1982) - Boaz Kofman (1982) - Aharon Kapitolnik (1982 - 1983) - Giora Spiegel (1983 - 1986) - Avram Grant (1er juillet 1986 - 30 juin 1991) - Ze'ev Seltzer (1991 - 1992) - Ján Pivarník (1992 - 1993) - David Schweitzer (1993) - Moshe Meiri (1993 - 1994) - Dov Remler (1994) - Guy Levy (1er juillet 1994 - 30 juin 1996) - Nir Levine (1996 - 1998) - Giora Spiegel (1998 - 1999) - Nir Levine (1999 - 2000) - Eli Cohen (1er juillet 2000 - 30 juin 2001) - Eli Guttman (2001 - 2002) - Nir Levine (2002) - Freddy David (2003 - 2005) - Dror Kashtan (1er juillet 2004 - 30 juin 2005) - Rafi Cohen (2005) - Nir Levine (2005 - 2006) - Eyal Lahman (2006 - 2007) - Uri Malmilian (2007 - 2008) | - Eli Mahpud (20 février 2008 - 9 avril 2009) - Danny Nir'on (1er juillet 2009 - 23 novembre 2009) - Shavit Elimelech (22 novembre 2009 - 16 décembre 2009) - Eli Mahpud (16 décembre 2009 - 16 octobre 2010) - Yuval Naim (16 octobre 2010 - 13 avril 2011) - Gili Landau (17 août 2011 - 13 mai 2012) - Eli Mahpud (14 août 2012 - 2013) - Alon Mizrahi (2013) - Nissan Yehezkel (2013 - 2014) - Idan Bar-On (2014 - 2015) - Meni Koretski (2015 - 2016) - Guy Tzarfati (2016) - Felix Naim (2016) - Asaf Nimni (2016) - Yaron Hochenboim (2016 - 2017) - Oren Krispin (2017) - Dani Golan (2017 - 2018) - Tomer Kashtan (2018) - Messay Dego (2018 - 2019) - Amir Nussbaum (2019 - 2020) - Messay Dego (2020 - ) |

### Anciens joueurs
- Gal Cohen
- Sagiv Cohen
- Avram Grant
- Dror Kashtan
- Boaz Kofman
- Guy Levy
- Eli Mahpud
- Shmuel Rosenthal
- Amiran Shkalim
- Nahum Stelmach
- Moshe Varon
- Yitzhak Vissoker
- Armen Shahgeldyan
- Ilie Stan